# Miura (Kanagawa)
Miura (japanisch 三浦市 Miura-shi, deutsch ‚(kreisfreie) Stadt Miura‘, englisch Miura City) ist eine japanische Stadt im Süden der Präfektur Kanagawa. Miura liegt südlich von Tokio und Yokohama auf der Miura-Halbinsel zwischen der Sagami-Bucht im Westen und dem Uraga-Kanal im Osten.

## Übersicht
Zur heutigen Stadt gehört der Hafen von Misaki, der im 18. Jahrhundert der wichtigste Hafen Japans war und heute der zweitwichtigste für Thunfische. Miura-shi entstand im Zuge der großen Shōwa-Gebietsreform 1955 aus Teilen des Miura-gun, namentlich den Städten (-machi) Misaki, Minami-Shitaura und dem Dorf (-mura) Hasse.
Miura ist bekannt für den Miura-Marathon, der üblicherweise in der ersten Märzwoche abgehalten wird. Das Rennen besteht aus Strecken über 5 km, 10 km und einem Halbmarathon. Durch die vielen Hügel und Steigungen besitzt es einen hohen Schwierigkeitsgrad. Der höchste Punkt des Rennens ist 72 m ü. NN.

## Sehenswürdigkeiten
- Jōgashima
- Aburatsubo (油壺)
- Misaki-Gyoko (三崎漁港)

## Verkehr
- Zug:
- Keikyū-Hauptlinie, Richtung Shinagawa (Tokio)
- Straße:
  - Nationalstraße 134, Richtung Yokosuka oder Ōiso

## Partnerstädte
- Warrnambool, Australien

## Angrenzende Städte und Gemeinden
- Yokosuka

## Persönlichkeiten
- Kotani, Kimi (1901–1971), Religionsgründerin
- Kōji Suzuki (* 1989), Fußballspieler
- Yuito Suzuki (* 2001), Fußballspieler

## Weblinks

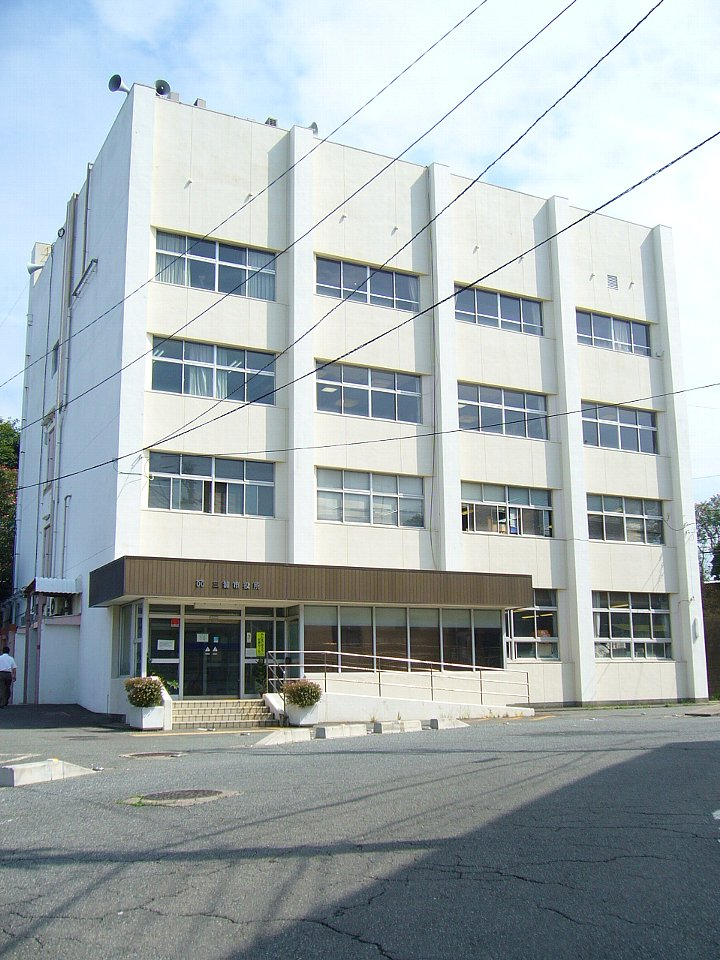
Rathaus von Miura